# قشة ماركا
قرد القشة ماركا ؛ مارموسيت ماركا (الأسم العلمي: Mico marcai) هو نوع من أنواع قرود القشة المستوطنة في البرازيل. تم اكتشافه في حديقة حقول الأمازون الوطنية، على بعد أقل من 200 ميل (320 كـم) من ماناوس، بالقرب من نهر ماديرا. جسمها رمادي فاتح، ذو أرجل برتقالية، وذيل أسود، ووجه زهري، وآذان عارية. طوله حوالي 9 بوصة (23 سـم)، باستثناء الذيل، ولها 15 بوصة (38 سـم) مع الذيل الطويل. يزن هذا القرد حوالي 12 أونصة (340 غ) .
كان يُعتقد سابقًا أنه غير معروف تقريبًا ؛ في عام 2008 ،لاحظ الاتحاد الدولي لحماية الطبيعة أنه لم يسبق رؤيته في البرية، على الرغم من أنه لوحظ منذ ذلك الحين. ومع ذلك، وجدت دراسات لاحقة أن قرد القشة مانيكور (الأسم العلمي: Mico manicorensis) ، الذي تم اكتشافه في منتزه كامبوس أمازونيكوس الوطني في عام 2000 ، يتطابق مع القشة ماركا، وبالتالي كان كلاهما مُترادفين.

## روابط خارجية
- Infonatura نسخة محفوظة 24 يونيو 2009 على موقع واي باك مشين.
- http://www.theshadowlands.net/newmonkey.txt